# 蒙特內哥羅天主教
蒙特內哥羅天主教（英語：Catholic Church in Montenegro）是世界範圍內天主教的一部分。蒙特內哥羅有21,299名天主教徒，他們佔人口的百分之三。大多數天主教徒是阿爾巴尼亞人、蒙特內哥羅人和克羅埃西亞人。
天主教科托爾教區是蒙特內哥羅天主教徒最集中的地方。

## 組成
在黑山內，拉丁禮天主教等級由巴爾大主教管區組成。在科托爾的教區在地理上位於黑山，但它是在行政部分在克羅地亞的教堂，是受拆分馬卡爾斯卡的大主教該國。托爾教區（境內威尼斯：Cattaro）對應於境內阿爾巴尼亞Veneta的的的威尼斯共和國，失去了拿破崙一世在1797年（阿爾巴尼亞Veneta的主要是天主教）。